# Jože Golec
Jože Golec (tudi Jojo Golec), slovenski časnikar in vohun, * 5. maj 1901, Polje ob Sotli, † 4. april 1945, Trst.

## Življenje in delo
Rodil se je v družini Hrvata Jožeta Golca in slovenske matere Terezije Piskar. Leta 1918 se je družina, v kateri je bilo 11 otrok, preselila v Maribor, kjer so odprli gostilno. Ljudsko šolo je obiskoval v rojstnem kraju, Končal je 6. razredov škofijske klasične gimnazije v Šentvidu pri Ljubljani ter 7. razred klasične gimnazije v Mariboru.
Časnikarsko pot je verjetno začel pri tedniku Slovenski gospodar, ki ga je urejal njegov brat, duhovnik Januš Golec. Ko je bil Franc Vatovec v letih 1928−1934 dopisnik in urednik časopisa Slovenec se je Golec tu zaposlil in do vojne urejal mariborsko kroniko.
Priredil in izdal je tudi uspešnico Nosterdamusova prerokovanja (Maribor, 1940). Že v času, ko je služboval v Mariboru je sodeloval z dvojnim jugoslovansko-britanskim obveščevalcem Andrejem Anićem in še z nekaterimi drugimi v boju proti nacizmu. Ob nemški okupaciji Kraljevine Jugoslavije je najprej zbežal v rojstni kraj, od tam pa nato preko Zagreba v Ljubljano, od koder ga je vodstvo časopisa Slovenec poslalo v  Trst. Iz Trsta je dopisoval v Slovenca in tednik Domoljub. Več mesecev je kot dopisnik preživel v Rimu, od koder se je sredi januarja 1944 vrnil v Trst.
V Trstu je že od prihod leta 1941 delal kot vodja tržaške postojanke Vauhnik-Anićeve britanske obveščevalne mreže Berliner Börsen-Zeitung. Med obveščevalnimi sodelavci so bili med drugimi tudi Anton Duhovnik, Peter Šorli in Branko Angeletto, ki mu je mislil prepustiti svoje mesto, ko je zaslutil, da so mu Nemci na sledi. Čeprav je bil blizu komunističnim ilegalnim organizacijam, pa je delal samostojno in se s komunisti ni povezoval. Dragocene vojaške in druge podatke je s svojimi kurirji pošiljal v Švico. Ko je gestapo odkril ljubljansko in zagrebško mrežo, je ostala tržaška postojanka edina, ki je še imela svoje agente v srednji Evropi. Nemška protiobveščevalna služba je napela vse sile ter septembra in oktobra 1944 udarila po tržaški mreži. Vrsta Golčevih sodelavcev pa tudi samo znancev iz Trsta, Vidma, Gorice, Benetk, Padove, Ljubljane, Zagreba pa tudi drugih krajev je bila aretirana. Nekaj jih je bilo kmalu ubitih življenje v tržaški Rižarni, mnogo pa jih je bilo poslanih v koncentracijska taborišča. Golca so najprej zaprli in mučili na gestapu v Trstu, ga vozili na zaslišanja v razne kraje, nazadnje pa so ga pripeljali v Rižarno, kjer so ga usmrtili.
Golec je vedel, da ga bodo Nemci usmrtili, vendar je občasno le upal na rešitev in skušal zavlačevati postopek ali celo doseči zamenjavo. V Rižarni mu je preko kurata L. Carre celo uspelo navezati stike z zunanjim svetom. Njegovo delo je na Slovenskem malo poznano, visoko pa so ga cenili Britanci. Bežno pa so se ga spomnili le v preiskavi in na kazenski obravnavi proti krvnikom iz Rižarne.